# Robin Knox-Johnston
Sir Robin Knox-Johnston (ur. 17 marca 1939 w Londynie) – brytyjski żeglarz, pierwszy samotnie opłynął kulę ziemską bez zawijania do portów.

## Życiorys
22 kwietnia 1969 na drewnianym jachcie Suhaili jako pierwszy samotnie opłynął kulę ziemską bez zawijania do portów. Rejs trwał 313 dni. Ze względu na brak łączności uważano go za zaginionego.
W 1994 razem z Nowozelandczykiem Peterem Blake'em zwyciężył w prestiżowych regatach Jules Verne Trophy.
W 1995 królowa Elżbieta II wyróżniła go tytułem szlacheckim.
W październiku 2006 wystarował w wokółziemskich regatach samotników Velux 5 Oceans. Jachtem  Saga Insurance mając do pokonania 30 tys. mil morskich (w 3 etapach); lewą burtą musiał ominąć przylądki: Dobrej Nadziei, Leeuwin i Horn. W regatach tych zajął trzecie miejsce.

## Książki wydane w Polsce
- Mój własny świat: sprawozdanie z samotnej podróży non-stop dookoła świata na jachcie "Suhaili", wyd. polskie Wydawnictwo Morskie, 1973
- O żeglowaniu, Alma-Press, 2013